# Scalenus cingalensis
Scalenus cingalensis är en skalbaggsart som först beskrevs av White 1855.  Scalenus cingalensis ingår i släktet Scalenus och familjen långhorningar.
Artens utbredningsområde är Sri Lanka. Inga underarter finns listade i Catalogue of Life.